# 查德·坎貝爾
查德·坎貝爾（Chad Campbell, 1974年5月31日－）是一位美國職業高爾夫球選手。出生在德克薩斯州。於1996年轉為職業選手。他曾經在2004年一度進入世界前10名。并且在2004年、2006年、2008年連續三屆代表美國參加萊德盃。

## 外部連結
- PGA巡迴賽網站上的介紹 （页面存档备份，存于）